# Suurna
Koordinaten: 58° 11′ N, 22° 13′ O
Suurna ist ein Dorf (estnisch küla) auf der größten estnischen Insel Saaremaa. Es gehört zur Landgemeinde Saaremaa (bis 2017: Landgemeinde Salme) im Kreis Saare.
Das Dorf an der Ostküste der Halbinsel Sõrve hat 30 Einwohner (Stand 31. Dezember 2021).